# إسبري سان (كيبك)
إسبري سان (بالإنجليزية: Esprit-Saint, Quebec) هي بلدية محلية في كيبيك تقع في كندا في Rimouski-Neigette Regional County Municipality. يقدر عدد سكانها بـ 379 نسمة ومساحتها 169.40 كم2 .